# Заблоце (Люблінський повіт)
Заблоце (пол. Zabłocie) — село в Польщі, у гміні Високе Люблінського повіту Люблінського воєводства.
Населення — 80 осіб (2011).
У 1975-1998 роках село належало до Замойського воєводства.

## Демографія
Демографічна структура станом на 31 березня 2011 року:
|          | Загалом | Допрацездатний вік | Працездатний вік | Постпрацездатний вік |
| -------- | ------- | ------------------ | ---------------- | -------------------- |
| Чоловіки | 38      | 3                  | 24               | 11                   |
| Жінки    | 42      | 11                 | 17               | 14                   |
| Разом    | 80      | 14                 | 41               | 25                   |